# Nitrace

Příklad nitrace

Nitrace je chemická reakce, při které dochází k navázání nitroskupiny na organický zbytek (R).
Chemické reakce a výrobní postupy, při kterých působením kyseliny dusičné (obvykle ve směsích s různě koncentrovanou kyselinou sírovou, takzvanou nitrační směsí) vznikají z organických sloučenin nitrosloučeniny. Například nitrací alifatických hydroxysloučenin se získávají jejich estery, nitráty (např. nitroglycerin, nitroglykoly). Obdobně působením na aromatické uhlovodíky nebo jejich substituční deriváty (elektrofilní aromatická substituce) se získávají příslušné nitrosloučeniny (např. nitrobenzen, nitrotolueny). Nitrace probíhá v provozně náročných podmínkách (toxicita látek, riziko explozí, korozní problémy).
RH + HNO3 → RNO2 + H2O

## Příklad - nitrace benzenu
Nitrace benzenu ve směsi koncentrovaných kyselin dusičné a sírové za 50 °C. Mechanismus reakce popisují následující rovnice:
{\displaystyle {\ce {2 H2SO4 + HNO3 -> 2 HSO4- + NO2+ + H3O+}}}
{\displaystyle {\ce {C6H6 + NO2+ -> C6H5NO2 + H+}}}
{\displaystyle {\ce {H+ + HSO4- -> H2SO4}}}
K nitraci se převážně používá nitrační směs s kyselinou sírovou, která zde působí jako katalyzátor.

## Významné produkty
- nitroglykol
- nitroglycerin
- nitrobenzen